# Мундум, Евгений Константинович
Евгений Константинович Мундум (род. 13 июня 1962, Даугавпилс, Латвийская ССР, СССР) — советский и российский актёр театра и кино. Заслуженный артист России (2008).

## Биография
Родился 13 июня 1962 года в Даугавпилсе.
Учился в Ярославском театральном институте, на курсе В. Воронцова. После второго курса ушёл в армию. Затем, в 1980 году, поступил на второй курс ГИТИСа, (руководители — С. Колосов и Л. Касаткина, педагог В. Левертов), окончил в 1986 году.
Работал в театре-студии под руководством В. Спесивцева в Москве, в Рижском ТЮЗе у А. Шапиро.
С 1990 года работает в Ярославском академическом театре им. Ф. Волкова.
В кино снимается, в основном, в телесериалах и, преимущественно, в эпизодических ролях.

## Роли в театре
- «Профессор Сторицын» Л. Андреева — Сергей
- «Вье Карре» Т. Уильямса — писатель
- «Без вины виноватые» А. Островского — Незнамов
- «Ревизор» Н. Гоголя — Хлестаков
- «Утиная охота» А. Вампилов — Зилов
- «Трёхгрошовая опера» Б. Брехта — Пичем
- «На всякого мудреца довольно простоты» А. Островского — Голутвин
- «Страх» А. Афиногенова — Профессор Бородин
- «Посадить дерево» А. Житковского — Отец

## Фильмография
- 1989 — Делай — раз! — старший сержант
- 1997 — Мытарь — водитель
- 2001 — Мусорщик — посетитель казино
- 2001 — На углу, у Патриарших 2 (сериал)
- 2003 — Ребята из нашего города (сериал)—  Рогов
- 2004 — Возвращение Титаника 2 (сериал)
- 2005 — Слепой 2 (сериал)
- 2006 — Доктор Живаго (сериал) — директор школы
- 2006 — Тайны следствия (6 сезон) — Артём Канавкин
- 2007 — Молодой Волкодав (сериал) — жрец
- 2007 — Платина (телесериал) – гирудотерапевт, серия 10
- 2008 — Господа офицеры: Спасти императора — Голубев
- 2008 — Река-Море (сериал)
- 2009 — Люди Шпака (сериал) — Константин Блохин
- 2010 — Чужая — Рашпиль
- 2010 — Побег — Арчил Михайлович Кобахидзе («Коба»), вор в законе (прототип — Джон Абруцци)
- 2010 — Вторые (Отряд Кочубея) — оберст-лейтенант, пособник Рихтера
- 2010 — Котовский — конюх
- 2010 — Полынь-трава окаянная — Анатолий
- 2010 — У каждого своя война — тюремный врач
- 2011 — Светофор
- 2011 — Трудно быть богом — эпизодическая роль
- 2011 — Товарищи полицейские (29-я серия) — Станислав Кибардин, тренер по кикбоксингу
- 2011 — Братаны 3 (сериал, 2 сезон) — Виктор Петрович Спицын, зам. начальника СИЗО
- 2012 — МУР. Третий фронт — командир штрафников
- 2012 — Побег 2 — Арчил Михайлович Кобахидзе («Коба»), вор в законе (прототип — Джон Абруцци)
- 2012 — Легавый — Андрей Павлович Ягудин («Якут»), вор
- 2012 — Жизнь и судьба — эпизодическая роль
- 2012 — Кто, если не я? — Геннадий
- 2012 — Мосгаз — эпизодическая роль
- 2012 — Берега — Солома
- 2012 — Частное пионерское — Витя-мухомор
- 2013 — Учитель в законе. Возвращение — «Лаваш», бандит
- 2013—Инспектор Купер-2, Виктор.
- 2013 — Цветы зла — Андрей Максимович Терентьев
- 2013 — Красные горы — «Бугор», вор в законе
- 2013 — Операция «Кукловод» — посредник
- 2013 — Под прицелом — Дмитрий Вантеев, эксперт-криминалист
- 2014 — Легавый 2 — Андрей Павлович Ягудин («Якут»), вор
- 2014 — Тихая охота — Александр Тихонов («Тихий»), бывший вор в законе
- 2014 — Молодёжка (2 сезон) — эпизодическая роль
- 2014 — Метеорит — Егор Хлыстов
- 2015 — Весной расцветает любовь (сериал) — дядя Миша
- 2015 — Закон каменных джунглей (сериал) — положенец
- 2015 — Морские дьяволы. Смерч. Судьбы- 2 (сериал, серия «Крайний час») — Скачков
- 2016 — Физрук-3 (сериал)
- 2016 — Хозяйка гостиницы (сериал) — постоялец гостиницы
- 2016 — Штрафник — Василий Терентьевич Сомов, эксперт-криминалист
- 2017 — Большие деньги — охранник пункта приёма цветного лома
- 2017 — Ученица Мессинга — Анатолий Первухин («Джинн»), рецидивист
- 2017 — Рок — главарь секты
- 2018 — Счастья! Здоровья!
- 2018 — Жёлтый глаз тигра — «Ханыга», бандит
- 2018 — Бизнесмены — криминальный авторитет
- 2019 — Полярный — «Хриплый», криминальный авторитет
- 2019 — Остров обречённых — Боря Шакин, рыбак
- 2019 — Чёрная лестница — Тельман
- 2019 — Безсоновъ — Фрол, главарь шайки нищих
- 2019 — Ростов — «Лютый»
- 2019 — СМЕРШ — Кирилленко, начальник отдела кадров оборонного завода
- 2019 — Тобол — Филофей, митрополит Сибирский и Тобольский
- 2019 — Болевой Порог — инструктор водного туризма
- 2020 — Территория — Михаил Сергеевич Шестипалый, староста Городищ
- 2020 — Чужая стая — вор
- 2020 — За час до рассвета — Виктор Антонов, бывший надзиратель в концлагере
- 2021 — Потерянные (6-я серия) — Рюмин
- 2022 — Стая — отец Люси
- 2024 — Точка ноль — Матвей